# Жакерија
Жакерија је био устанак сељака 1358. у Француској, током Стогодишњег рата. Побуна је позната под називом Жакерија по надимку вође сељачке побуне Жаку Боному или Калеу.
Касније се реч жакерија користи као синоним за побуну француских сељака, а племство се плашило вековима после тогa понављања жакерије.

## Социјална и политичка позадина
Након битке код Поатјеа 1356, у којој је заробљен француски краљ Јован II Добри, власт преузима скупштина сталежа. Изостанак краља у периоду унутрашње нестабилности био је погубан за државу.
Скупштина сталежа је била превише подељена да би обезбедила ефикасну власт. Да би осигурали своја права привилеговани слојеви Француске присилили су сељаке да плаћају све веће порезе и да поправљају ратом уништена имања без компензација.
Обични људи су већ кривили племство да је својом корупцијом изазвало пораз код Поатјеа. Поред осталог банде енглеских, гаскоњских, немачких и шпанских разбојника пљачкале су, силовале и палиле по северној Француској, готово где су хтели, а да француска скупштина сталежа није била способна да их заустави. Сељаци су се почели питати зашто да раде за власт и племство, ако оно не може заштитити своје грађане. Комбинација тих проблема доводи до побуне 1358. године.

## Побуна
Побуна је почела 21. маја 1358. и раширила се по Ремсу и Руану. Побуна је била концентрисана око долине Оазо северно од Париза.
Побуњени сељаци су вероватно били без праве организације. Деловали су као безлична маса. Желели су да се реше племства, које су окривљавали за све своје невоље. Палили су куће и дворце и убијали су племиће на застрашујуће начине. Вођу сељачке побуне Жака Бонома или Калеа сељаци су прогласили својим краљем.
Сељаци се удружују са париским побуњеницима под водством племића Етјена Марсела. Париски побуњеници су поражени 9. јуна 1358, тако да сељаци више нису имали савезника.

## Гушење побуне
Побуну су крваво угушили француски племићи предвођени Карлом II од Наваре. Вођу побуне Калеа су позвали на преговоре 10. јуна и ту га заробили, прекршивши витешка правила. Сматрали су да витешка правила не важе за сељаке.
Каје је мучен до смрти ужареним гвозденим шипкама. 
Његова војска од 20.000 сељака прегажена је од стране витезова. После тога следила је крвава освета над сељацима Буве подручја. Хиљаде сељака је побијено у освети, која је уследила.